# SMACS J0723.3-7327
SMACS J0723.3-7327 è un ammasso di galassie con una distanza propria di 5,12 miliardi di anni luce, all'interno della costellazione australe del Pesce Volante.
È una porzione di cielo spesso osservata da Hubble e altri telescopi alla ricerca del profondo passato.
SMACS J0723.3-7327 è stato l'oggetto della prima immagine a colori ad essere svelata dal James Webb Space Telescope, ripresa utilizzando NIRCam. L'ammasso è stato precedentemente osservato dal telescopio spaziale Hubble come parte del Southern MAssive Cluster Survey (SMACS), così come da Planck e Chandra.